# Драги Кръстевски
Драги Кръстевски с псевдоним Амфи (на македонска литературна норма: Драги Крстевски) е актьор от Република Македония.

## Биография
Роден е през 1930 г. в град Скопие. Завършва Държавната театрална школа в Скопие през 1949 г. Става член на Драмата при Македонския народен театър до смъртта си на 18 септември 1987 г.

## Филмография
- Вълча нощ (1955) – Благоя
- Виза на злото (1959)
- Твоят рожден ден (1961)
- Неволите на покойника К.К. (1963)
- Ароматно злато (1964)
- Републиката в пламък (1969)
- Цървеният кон (1981)
- Мистериозният предмет (1982)
- Илинден (1982)
- Запиник (1983)
- Опасна баба (1985)
- На наш начин (тв серии) (1985)
- Трета ера (тв серии) (1986)
- Звездите на 42-та (1987)
- Чорбаджи Теодос (1987) – Ампо